# Club Social y Deportivo Colo-Colo "B"
El Club Social y Deportivo Colo-Colo "B", también conocido como Colo-Colo Filial, fue el equipo filial del Club Social y Deportivo Colo-Colo, institución dedicada al fútbol profesional con base en la ciudad de Santiago, Chile. 
Participó desde 2012 hasta la temporada 2013-2014 en el campeonato de Segunda División Profesional de Chile, y disputó sus encuentros de local en el Estadio Monumental, recinto ubicado en la comuna de Macul y con una capacidad de 47 017 espectadores.

## Historia
Aun cuando Colo-Colo contó con un segundo equipo desde su fundación, los primeros registros de este en competencias oficiales, independientemente de los campeonatos de reserva, se encuentran en su participación en el campeonato semiprofesional de la Serie B de 1937. El plantel se encontraba conformado principalmente por futbolistas de reserva y juveniles que no tenían espacio en el primer equipo. Este equipo tuvo corto tiempo de vida, alcanzando el subcampeonato en 1940, ya que pocos años después, la Serie B fue descontinuada.
Hubo participación de la rama sub-23 de Colo-Colo en Tercera División con el nombre de «Colo-Colo Juniors» en 1999 y 2000, en donde explotaron jugadores como Sebastián González y Luis Ignacio Quinteros, entre otros. Pese al éxito deportivo, a causa de los saldos económicos pendientes, antecedentes a la quiebra de Colo-Colo, la división sub-23 fue eliminada en el año 2001. Tras regular su situación financiera, el club decidió reponer el equipo B en el año 2007, con el objetivo de darles continuidad a sus futbolistas de proyección con encuentros más exigentes que los del Torneo de Cadetes y por otro lado, buscar en sus contrincantes elementos que pudiesen integrar las divisiones menores del club a fin de integrarlos definitivamente o comercializarlos. No obstante, la disposición de la ANFA de impedir la participación de filiales de clubes profesionales en 2008, provocó una nueva suspensión del segundo equipo.
En el año 2011 la ANFP anunció la creación de una nueva Segunda División, con la participación de cinco filiales de equipos de Primera División —entre ellas la filial de Colo-Colo—, más otros seis equipos provenientes de la ANFA. Ubicada entre la Primera B y la Tercera División, la Segunda División fue concebida para dar mayor roce a los futbolistas de proyección, así como también a los jugadores del plantel profesional que no son considerados en el primer equipo. Su primer torneo comenzó en la temporada 2012. Los equipos filiales de la Segunda División pueden descender, pero no ascender ni participar de la Copa Chile.